# أرز (جنس)
أَرُز أو رُزّ أو أُرُزّ أو أوريزا هو جنس من النباتات في عائلة العشب. يشمل الأرز المحاصيل الغذائية الرئيسية (الأنواع Oryza sativa و Oryza glaberrima ).حيث تنمو أعضاء الجنس مثل أعشاب الأراضي الرطبة الطويلة، وتنمو إلى متر واحد إلى 1–2 متر (3–7 قدم) طويل القامة ويشمل الجنس كل من الأنواع السنوية والدائمة .
وتوجد أوريزا في قبيلة Oryzeae ، والتي تتميز شكليًا من خلال سبايكليت ذات الزهرة المفردة التي يتم قمعها بالكامل تقريبًافي أوريزا، اثنان معقمان lemma محاكاة الغلومز.وتقع قبيلة أوريزاي في الفصيلة الفرعية Ehrhartoideae ،  وهي مجموعة من قبائل Poaceae مع بعض السمات المشتركة لتشريح الأوراق الداخلية.حيث أكثر خصائص الأوراق المميزة لهذه الفصيلة الفرعية هي خلايا الذراع والخلايا المغزلية الموجودة في أوراقها.[تحقق من المصدر]
أحد الأنواع، وهي الأرز الآسيوي ( O. sativa ) ،حيث يوفر 20 ٪ من الحبوب العالمية وهو محصول غذائي له أهمية عالمية كبرى.و تنقسم الأنواع إلى مجموعتين فرعيتين داخل الجنس.

## الأنواع
داخل جنس أوريزا يمكن تقسيم الأنواع حسب أنواع جينوماتها. وهي تشمل ثنائي الصيغة الصبغية (2n = 24)AA من الأرز المزروع وأقاربهم ،BB ،CC ،EE ،FF وGG وكذلك رباعي الصيغة الصبغية (4n = 48)BBCC ،CCDD ،HHJJ ،HHKK وKKLL .حيث تتقاطع الأنواع من نفس نوع الجينوم بسهولة، بينما يتطلب تهجين الأنواع المختلفة تقنيات مثل إنقاذ الأجنة .
تم اقتراح أكثر من 300 اسم لأنواع وأنواع فرعية وأنواع أخرى غير محددة ضمن الجنس.وتختلف المصادر المنشورة حول عدد هذه الأنواع التي يجب التعرف عليها كأنواع متميزة. ويتبع ما يلي قائمة المراجعة العالمية التي تحتفظ بها حديقة كيو في لندن.
- Oryza australiensis (EE) - أستراليا
- Oryza barthii (AA) - إفريقيا الاستوائية
- Oryza brachyantha (FF) - إفريقيا الاستوائية
- Oryza coarctata (KKLL) - الهند، باكستان، بنغلاديش، ميانمار
- Oryza eichingeri (CC) - إفريقيا الاستوائية، سري لانكا
- Oryza glaberrima (AA) - أرز أفريقي - أفريقيا الاستوائية
- Oryza grandiglumis (CCDD) - البرازيل، فنزويلا، Fr Guiana ، كولومبيا، بيرو، بوليفيا
- Oryza latifolia (CCDD) - أمريكا اللاتينية + جزر الهند الغربية من سينالوا + كوبا إلى الأرجنتين
- Oryza longiglumis (HHJJ) - غينيا الجديدة
- Oryza longistaminata (AA) - مدغشقر، استوائي + جنوب إفريقيا
- Oryza meyeriana (GG) - الصين، شبه القارة الهندية، جنوب شرق آسيا
- Oryza minuta (BBCC) - جبال الهيمالايا، جنوب شرق آسيا، غينيا الجديدة، الإقليم الشمالي من أستراليا
- Oryza neocaledonica (GG) - كاليدونيا الجديدة
- Oryza officinalis (CC) - الصين، شبه القارة الهندية، جنوب شرق آسيا، غينيا الجديدة، أستراليا
- Oryza punctata (BB) - مدغشقر، الاستوائية + جنوب إفريقيا
- Oryza ridleyi (HHJJ) - جنوب شرق آسيا، غينيا الجديدة
- Oryza rufipogon (AA) - لحية بنية أو أرز أحمر - الصين، شبه القارة الهندية، جنوب شرق آسيا، غينيا الجديدة، أستراليا
- Oryza sativa (AA) - أرز آسيوي - الصين، شبه القارة الهندية، اليابان، جنوب شرق آسيا ؛ تم تجنيس العديد من الأماكن
- Oryza schlechteri (HHKK) - غينيا الجديدة

### المدرجة سابقا
تعتبر العديد من الأنواع الآن أكثر ملاءمة للأجناس الأخرى:
- Echinochloa
- ليرسيا
- مالتبرونيا
- بوتاموفيلا
- بروسفيتوكلوا
- رينشوريزا